# Phaedra (album)
A Phaedra a német Tangerine Dream együttes ötödik albuma.
Ez volt az első lemez, amin hallható a zenekar akkor új, mára klasszikussá vált szekvenszer-alapú hangja (az, ami a következő lemezeken fokozatosan felváltotta a berlini iskola-hangzást, bár itt még csak bizonyos szakaszokon uralkodik, másutt visszatér az experimentális / free-jazz / krautrock hangzásvilág). Ezzel az albummal vették kezdetüket az együttes nemzetközi sikerei, és az első volt, amit a brit Virgin kiadó gondozott. 15. lett a brit slágerlistán, és 15 hétig maradt rajta. Tette ezt úgy, hogy sosem játszották a rádiók, az alkotás híre szájról szájra járt. Ausztráliában aranylemez lett, ám meglepő módon Németországban mindössze 6000 példány kelt el belőle. Az Alpha Centauriból majdnem négyszer ennyi fogyott.
A címadó szám alapja egy improvizáció, ami a stúdióban keletkezett, és akaratlanul is megmutatja a korabeli szekvenszerek korlátait. Ahogy a felszerelés felmelegszik, némelyik oszcillátor elhangolódik (akkoriban ezek nagyon érzékenyek voltak a hőmérsékletre), és ez felelős néhány változásért a darab vége felé.
A Phaedrán és a Movements Of A Visionary-n hallhatjuk Christopher Frankét a Moog-szekvenszert kezelni, egyfajta basszusgitár-pótlékként. A Mysterious Semblance At The Strand Of Nightmares című számon Edgar Froese Mellotronon szólózik, ami áradó vonóshangzásra lett beállítva. A Sequent C' egy rövid, de emlékezetes darab Peter Baumanntól, aki a felvételen fuvolán játszik, visszhangosítva.
Az album szerepel az 1001 lemez, amit hallanod kell, mielőtt meghalsz című könyvben.

## Az album dalai
|    | Cím                                              | Szerző(k)               | Hossz |
| -- | ------------------------------------------------ | ----------------------- | ----- |
| 1. | Phaedra                                          | Froese, Franke, Baumann | 17:45 |
| 2. | Mysterious Semblance At The Strand Of Nightmares | Froese                  | 9:55  |
| 3. | Movements Of A Visionary                         | Froese, Franke, Baumann | 8:01  |
| 4. | Sequent C'                                       | Baumann                 | 2:18  |

## Közreműködők
- Edgar Froese – mellotron, basszusgitár, VCS3 szintetizátor, orgona, borítótervezés
- Christopher Franke – moog szintetizátor, billentyűsök, VCS3 SA
- Peter Baumann – orgona, elektromos zongora, VCS3 szintetizátor, fuvola
- Phil Becque – hangmérnök

Érdekesség, hogy az album eredeti kiadásának borítójának alapja az egyik tag, Froese saját festménye volt.

## Külső hivatkozások
- Phaedra (lemezismertető), Udiscivermusic.com. Hiv. beill.: 2015-08-24.
- Részletes információk (ASCII text)

## Fordítás
- Ez a szócikk részben vagy egészben  a   Phaedra (album) című angol Wikipédia-szócikk fordításán alapul.  Az eredeti cikk szerkesztőit annak laptörténete sorolja fel. Ez a jelzés csupán a megfogalmazás eredetét és a szerzői jogokat jelzi, nem szolgál a cikkben szereplő információk forrásmegjelöléseként.